# Hazel Brugger
Allison Hazel Brugger (San Diego, 9 dicembre 1993) è una comica, cabarettista e conduttrice televisiva svizzera con cittadinanza statunitense.

## Biografia
Allison Hazel Brugger è la figlia del neuropsicologo svizzero Peter Brugger e di un’insegnante di inglese originaria di Colonia. Poiché è nata negli Stati Uniti, oltre ad essere una cittadina svizzera con passaporto tedesco, è riconosciuta per ius soli come cittadina statunitense; è cresciuta a Dielsdorf, vicino a Zurigo, e ha due fratelli maggiori. Dopo essersi diplomata a Bülach, ha iniziato a studiare filosofia e letteratura all'Università di Zurigo, ma alla fine ha abbandonato gli studi.
A 17 anni ha iniziato la sua carriera di poetry slam a Winterthur, città a nord-est di Zurigo. Il 9 ottobre 2013, ha partecipato al quarto Campionato di Poetry Slam svoltasi a Berna. Parallelamente ha avviato una carriera nel settore editoriale: dal 2013 al 2014 è stata editorialista per le testate online Hochparterre e per il TagesWoche, mentre dal 2014 al 2017 ha scritto una rubrica per il quotidiano svizzero Das Magazin.
Nel 2015 ha debuttato nel settore televisivo conducendo il talk show dal vivo Hazel Brugger Show and Tell, registrato all'interno del Teatro Neumarkt di Zurigo ogni due mesi. Nel novembre dello stesso anno ha avviato il suo primo spettacolo di stand-up comedy Hazel Brugger passiert.
Dal 2016 è corrispondente nel programmi di satira politica tedeschi Heute-show e Die Anstalt, entrambi in onda sul canale ZDF. L'anno successivo ha vinto il Salzburger Stier, diventando la persona più giovane ad aver mai ricevuto questo premio.
Nel 2019 ha avviato una serie su YouTube insieme al comico tedesco Thomas Spitzer, di cui è co-produttrice ed autrice. Lo show, dal titolo Deutschland Was Geht, vede i due comici esplorare luoghi interessanti e a volte bizzarri insieme a vari comici tedeschi ospiti. Nel 2020 il programma ha cambiato nome in What's up, Europe?. Nel febbraio dello stesso anno porta in giro per la zona DACH il suo nuovo spettacolo di stand-up comedy Tropical, che ha debuttato anche sulla piattaforma streaming Netflix il 2 dicembre 2020.
Nel maggio 2025 ha condotto l'Eurovision Song Contest a Basilea assieme a Sandra Studer e Michelle Hunziker.

## Vita privata
Hazel Brugger ha sposato il comico tedesco Thomas Spitzer nel 2020, con il quale ha poi avuto due figlie.

## Teatro
- Hazel Brugger Show and Tell (2015)
- Hazel Brugger passiert (2015-2016)
- Tropical (2019-2020)

## Programmi TV
- Heute-show (ZDF, 2016-presente)
- Die Anstalt (ZDF, 2016-2018)
- Neo Magazin Royale (ZDFneo, 2016)
- Dittsche (WDR, 2016)
- Late Night Berlin (ProSieben, 2019-presente)
- Eurovision Song Contest (SRG SSR/UER, 2025) – presentatrice

## Web
- Deutschland Was Geh/What's up, Europe? (YouTube, 2019-presente)
- Tropical (Netflix, 2020)

## Opere
- Hazel Brugger, Ich bin so hübsch, Zurigo, Kein & Aber, 2016, ISBN 978-3-0369-5936-8.
- Hazel Brugger e Thomas Spitzer, Deutschland Was Geht – Das Wimmelbuch, illustrazioni di Jannes Weber, Zurigo, Diogenes, 2021, ISBN 978-3-257-01294-1.